# ココア (テレビドラマ)
『ココア』は、フジテレビにて2019年1月4日の23時30分から翌1月5日の0時40分に放送されたオムニバス形式による単発テレビドラマ。第30回フジテレビヤングシナリオ大賞を史上最年少の14歳で受賞した鈴木すみれによる脚本のテレビドラマ化で、南沙良、出口夏希、永瀬莉子によるトリプル主演。

## あらすじ
過ごしている環境も場所も違う、16歳の女子高校生3人の物語。
黒崎灯はある日、春海雄介という31歳の売れないギタリストと出会う。灯は自らの素性を明かさぬまま、友人の話と前置きした上で、「灯」という女性が置かれた辛い環境や苦しい過去を語り始める。
鈴森香は、両親の裏切りが許せなかった。ずっと温かい家庭で育ってきたと思っていたのに、父である賢は別の女性と付き合っており、母である優子も夫の不倫からの淋しさを取り繕うように別の男性と不倫をしていたのだ。ある日、両親の裏切りに耐えてきた香はついに両親に離婚してほしいと訴えに出る。
いつも教室で淋しそうにしている大沢志穂。そんな彼女が好きなのは化石。いつも教室でひとりぼっちの志穂を心配していた同級生の渋谷海斗は、何とかして志穂の心を開こうと様々なアプローチをしてくる。そして少しずつ海斗に心を開いていった志穂は、ある日彼と一緒に化石を掘りに出かける。そこで志穂は自分が体験した、目を覆いたくなるような過去を語り始めた。

## 登場人物

### 主要人物
黒崎灯
演 - 南沙良
16歳の女子高校生。売れないギタリストと出会い、友人の話と称して自分の過去を語り始める。
鈴森香
演 - 出口夏希
16歳の女子高校生。不倫をしていた両親の裏切りに耐えられずに、両親に離婚してほしいと訴える。
大沢志穂
演 - 永瀬莉子
16歳の女子高校生。化石が大好き。教室ではいつもひとりぼっちである。

### 黒崎灯の関係者
春海雄介
演 - 渡辺大知
親の仕送りで生計を立てているギタリスト。終盤ではギタリストを辞め、就職活動をすることを灯に告げる。

### 鈴森香の関係者
鈴森賢
演 - 神尾佑
香の父親。篠原音という女性と不倫関係にある。
鈴森優子
演 - 紺野まひる
香の母親。夫の不倫関係からの淋しさを取り繕うように、佐藤公平という男性と不倫関係を築いている。
篠原音
演 - 宇野実彩子（AAA)
香の父親・賢と付き合っている女性。
佐藤公平
演 - 斎藤工
香の母親・優子と付き合っている男性。

### 大沢志穂の関係者
渋谷海斗
演 - 浦上晟周
志穂の同級生。いつも教室でひとりぼっちでいる志穂を気にかけている。

### その他
- 柳原可奈子
- 椙杜翔馬
- 水沢林太郎
- 藤野詩音
- 山城琉飛

## スタッフ
- 原作・脚本 - 鈴木すみれ（第30回フジテレビヤングシナリオ大賞受賞）
- 演出 - 阿部博行
- メインテーマ - 清塚信也
- 音楽 - 若林タカツグ
- 技術協力 - バスク
- 照明協力 - ラ・ルーチェ
- 音響効果 - スポット
- 制作管理 - イン・ナップ
- プロデュース - 荒井俊雄